# Secretario de Defensa de los Estados Unidos
El secretario de Defensa de los Estados Unidos (en inglés: United States Secretary of Defense) es el director del Departamento de Defensa. Es elegido por el presidente de los Estados Unidos con el visto bueno del Senado, y es miembro del gabinete del presidente. El secretario debe ser civil y no haber servido en las fuerzas armadas durante los últimos diez años, aunque este requisito puede ser omitido por el congreso bajo una exención, como el caso del actual secretario Pete Hegseth. El secretario de Defensa es el sexto en la línea sucesoria de la presidencia.

## Historia

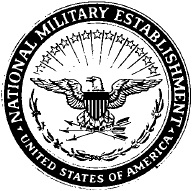
Sello del Establecimiento Militar Nacional (1947-1949), que se reorganizó en el Departamento de Defensa.

Un ejército, una marina y un cuerpo de marines se establecieron en 1775, coincidiendo con la Revolución Americana. El Departamento de Guerra, encabezado por el secretario de guerra, fue creado por Ley del Congreso en 1789 y fue responsable tanto del Ejército como de la Armada hasta la fundación de un Departamento de Marina separado en 1798.
Sobre la base de las experiencias de la Segunda Guerra Mundial, pronto se hicieron propuestas sobre cómo gestionar de manera más eficaz el gran establecimiento militar combinado. El Ejército en general favorecía la centralización, mientras que la Marina tenía preferencias institucionales por la descentralización y el statu quo. La Ley de Seguridad Nacional resultante de 1947 fue en gran medida un compromiso entre estos puntos de vista divergentes. Cambió el nombre del Departamento de Guerra a Departamento del Ejército, y lo agregó tanto a él como al Departamento de la Marina a un Establecimiento Militar Nacional (NME) recién establecido. La Ley también separó a las Fuerzas Aéreas del Ejército del Ejército para convertirse en su propia rama de servicio, la Fuerza Aérea de los Estados Unidos.
La Ley acuñó un nuevo título para el jefe de la NME: Secretario de Defensa. Al principio, cada uno de los secretarios de servicio mantuvo el estatus de gabinete. El primer secretario de Defensa, James Forrestal, quien en su anterior calidad de secretario de Marina se había opuesto a la creación del nuevo cargo, encontró difícil ejercer autoridad sobre las otras ramas con los poderes limitados que tenía su oficina en ese momento. Para abordar este y otros problemas, la Ley de Seguridad Nacional fue enmendada en 1949 para consolidar aún más la estructura de defensa nacional a fin de reducir la rivalidad entre servicios, subordinar directamente a los secretarios del Ejército, la Armada y la Fuerza Aérea al secretario de Defensa en el cadena de mando, y cambiar el nombre del Establecimiento Militar Nacional como Departamento de Defensa, convirtiéndolo en un Departamento Ejecutivo. En este momento también se creó el cargo de subsecretario de Defensa, el puesto número dos en el departamento.
La tendencia general desde 1949 ha sido la de centralizar aún más la gestión en el Departamento de Defensa, elevando el estatus y las autoridades de los civiles designados por el OSD y las organizaciones de defensa a expensas de los departamentos militares y los servicios dentro de ellos. La última revisión importante del marco legal relativo al puesto se realizó en la Ley de reorganización del Departamento de Defensa de Goldwater-Nichols de 1986. En particular, elevó la condición de servicio conjunto para los oficiales comisionados, convirtiéndolo en la práctica en un requisito antes de los nombramientos generales Se podrían hacer grados de oficial y oficial de bandera.
El secretario del Tesoro, el secretario de Estado, el fiscal general y el secretario de Defensa son generalmente considerados como los cuatro funcionarios más importantes del gabinete debido al tamaño y la importancia de sus respectivos departamentos.
El 9 de noviembre de 2020, el presidente Trump tuiteó que Christopher C. Miller sería el secretario de defensa interino, con efecto inmediato, sin pasar por el subsecretario de Defensa David Norquist, quien está en línea para ocupar el puesto bajo la Ley de Reforma de Vacantes.

## Funciones
El secretario de defensa es una oficina estatutaria y la disposición general en 10 U.S.C. El artículo 113 establece que "sujeto a la dirección del presidente", su ocupante tiene "autoridad, dirección y control sobre el Departamento de Defensa". El mismo estatuto además designa al secretario como "asistente principal del presidente en todos los asuntos relacionados con el Departamento de Defensa". Para asegurar el control civil de las fuerzas armadas, nadie puede ser nombrado secretario de defensa dentro de los siete años posteriores a su servicio como oficial comisionado de un componente regular (es decir, no de reserva) de una fuerza armada.
Sujeto únicamente a las órdenes del presidente, el secretario de defensa está en la cadena de mando y ejerce el mando y control, tanto para fines operativos como administrativos, sobre todas las fuerzas del Departamento de Defensa: Ejército, Infantería de Marina, Armada, Fuerza Aérea, y la Fuerza Espacial, así como la Guardia Costera de los Estados Unidos cuando su mando y control se transfieran al Departamento de Defensa. 
Solo el secretario de Defensa (o el presidente o el Congreso) puede autorizar la transferencia del control operativo de las fuerzas entre los tres departamentos militares (los departamentos del Ejército, la Armada y la Fuerza Aérea) y los 10 Comandos Combatientes (Comando África, Comando Central, Comando Europeo, Comando Indo-Pacífico, Comando Norte, Comando Sur, Comando Cibernético, Comando de Operaciones Especiales, Comando Estratégico, Comando de Transporte).
Debido a que la Oficina del Secretario de Defensa está investida de poderes legales que exceden los de cualquier oficial comisionado, y solo es superada por el presidente en la jerarquía militar, su titular a veces ha sido referido extraoficialmente como un "subcomandante en jefe de facto". jefe". El presidente del Estado Mayor Conjunto es el principal asesor militar del secretario de Defensa y del presidente; mientras que el presidente puede ayudar al secretario y al presidente en sus funciones de mando, el presidente no está en la cadena de mando.

## Sueldo

### Salario
El Secretario de Defensa es un puesto de Nivel I del Programa Ejecutivo y, por lo tanto, gana un salario de $ 210,700 por año a partir de enero de 2018.

## Lista de los secretarios de Defensa
| N.º | Imagen               | Nombre                            | Fecha                                               | Presidente                  |
| --- | -------------------- | --------------------------------- | --------------------------------------------------- | --------------------------- |
| 1   | James Forrestal      | James Forrestal                   | 17 de septiembre de 1947 - 28 de marzo de 1949      | Harry S. Truman             |
| 2   | Louis A. Johnson     | Louis A. Johnson                  | 28 de marzo de 1949 - 19 de septiembre de 1950      | Harry S. Truman             |
| 3   | George C. Marshall   | George Marshall                   | 21 de septiembre de 1950 - 12 de septiembre de 1951 | Harry S. Truman             |
| 4   | Robert A. Lovett     | Robert A. Lovett                  | 17 de septiembre de 1951 - 20 de enero de 1953      | Harry S. Truman             |
| 5   | Charles E. Wilson    | Charles E. Wilson                 | 28 de enero de 1953 - 8 de octubre de 1957          | Dwight D. Eisenhower        |
| 6   | Neil H. McElroy      | Neil H. McElroy                   | 8 de octubre de 1957 - 1 de diciembre de 1959       | Dwight D. Eisenhower        |
| 7   | Thomas S. Gates      | Thomas S. Gates Jr.               | 2 de diciembre de 1959 - 20 de enero de 1961        | Dwight D. Eisenhower        |
| 8   | Robert McNamara      | Robert McNamara                   | 21 de enero de 1961 - 29 de febrero de 1968         | John F. Kennedy             |
| 8   | Robert McNamara      | Robert McNamara                   | 21 de enero de 1961 - 29 de febrero de 1968         | Lyndon B. Johnson           |
| 9   | Clark M. Clifford    | Clark Clifford                    | 1 de marzo de 1968- 20 de enero de 1969             |                             |
| 10  | Melvin R. Laird      | Melvin Laird                      | 22 de enero de 1969 - 29 de enero de 1973           | Richard Nixon               |
| 11  | Elliot L. Richardson | Elliot Richardson                 | 30 de enero de 1973 - 24 de mayo de 1973            | Richard Nixon               |
| –   | Bill Clements        | Bill Clements (Interino)          | 24 de mayo de 1973 - 2 de julio de 1973             | Richard Nixon               |
| 12  | Schlesinger          | James Schlesinger                 | 2 de julio de 1973 - 19 de noviembre de 1975        | Richard Nixon Gerald Ford   |
| 13  | Rumsfeld             | Donald Rumsfeld (1.ª vez)         | 20 de noviembre de 1975 - 20 de enero de 1977       | Gerald Ford                 |
| 14  | Harold Brown         | Harold Brown                      | 21 de enero de 1977 - 20 de enero de 1981           | Jimmy Carter                |
| 15  | Caspar W. Weinberger | Caspar Weinberger                 | 21 de enero de 1981 - 23 de noviembre de 1987       | Ronald Reagan               |
| 16  | Carlucci             | Frank Carlucci                    | 23 de noviembre de 1987 - 20 de enero de 1989       | Ronald Reagan               |
| –   |                      | William Howard Taft IV (Interino) | 20 de enero de 1989 - 21 de marzo de 1989           | George H. W. Bush           |
| 17  | Cheney               | Dick Cheney                       | 21 de marzo de 1989 - 20 de enero de 1993           | George H. W. Bush           |
| 18  | Les Aspin            | Les Aspin                         | 21 de enero de 1993 - 3 de febrero de 1994          | Bill Clinton                |
| 19  | William J. Perry     | William Perry                     | 3 de febrero de 1994 - 23 de enero de 1997          | Bill Clinton                |
| 20  | William S. Cohen     | William Cohen                     | 24 de enero de 1997 - 20 de enero de 2001           | Bill Clinton                |
| 21  | Rumsfeld             | Donald Rumsfeld (2.ª vez)         | 20 de enero de 2001 - 18 de diciembre de 2006       | George W. Bush              |
| 22  | Gates                | Robert Gates                      | 18 de diciembre de 2006 - 1 de julio de 2011        | George W. Bush Barack Obama |
| 23  | Panetta              | Leon Panetta                      | 1 de julio de 2011 - 27 de febrero de 2013          | Barack Obama                |
| 24  | Hagel                | Chuck Hagel                       | 27 de febrero de 2013 - 17 de febrero de 2015       | Barack Obama                |
| 25  | Carter               | Ashton Carter                     | 17 de febrero de 2015 - 20 de enero de 2017         | Barack Obama                |
| 26  | Mattis               | James Mattis                      | 20 de enero de 2017 - 31 de diciembre de 2018       | Donald Trump                |
| –   |                      | Patrick M. Shanahan (Interino)    | 1 de enero de 2019 - 24 de junio de 2019            | Donald Trump                |
| –   |                      | Mark Esper (Interino)             | 24 de junio de 2019 - 15 de julio de 2019           | Donald Trump                |
| –   |                      | Richard V. Spencer (Interino)     | 15 de julio de 2019 - 23 de julio de 2019           | Donald Trump                |
| 27  |                      | Mark Esper                        | 23 de julio de 2019 - 9 de noviembre de 2020        | Donald Trump                |
| –   |                      | Christopher C. Miller (Interino)  | 9 de noviembre de 2020 - 20 de enero de 2021        | Donald Trump                |
| –   |                      | David Norquist (Interino)         | 20 de enero de 2021 - 22 de enero de 2021           | Joe Biden                   |
| 28  |                      | Lloyd Austin                      | 22 de enero de 2021 - 20 de enero de 2025           | Joe Biden                   |
| –   |                      | Robert Salesses (Interino)        | 20 de enero de 2021 - 25 de enero de 2025           | Donald Trump                |
| 29  |                      | Pete Hegseth                      | 25 de enero de 2025-presente                        | Donald Trump                |